# بایزاک (شهرستان یومگل)
بایزاک (به لاتین: Bayzak) یک روستا در قرقیزستان است که در شهرستان یومگل واقع شده‌است. بایزاک ۶٬۳۸۶ نفر جمعیت دارد.